# Barlaam och Josafat

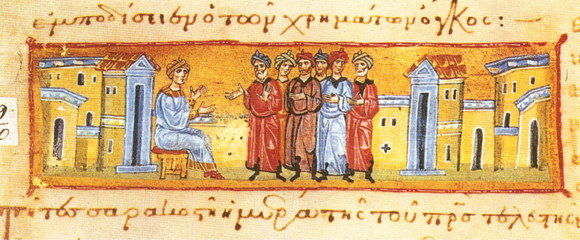
St Josafat predikar kristendomen – grekiskt manuskript från 1100-talet

Barlaam och Josafat är en religiös legend som under medeltiden spreds över Europa. Berättelsen handlar om hur den indiske prinsen Josafat omvänds till kristendomen av eremiten Barlaam, trots att hans far försökt hindra detta.
Legenden är ursprungligen från Indien och bygger på berättelsen om Siddharta Gautama som blev Buddha, men det buddhistiska innehållet har ändrats med hänsyn till kristendomen.

## Legenden
Enligt legenden förföljde kung Abenner (eller Avenier) i Indien den kristna kyrka som grundats av aposteln Thomas. När astrologer förutspådde att hans egen son en dag skulle bli kristen, hölls den unge prinsen isolerad från omvärlden av kungen. Trots fängelset träffade Josafat eremiten St Barlaam och omvändes till kristendomen.
Josafat stannade kvar i sin tro i trots mot sin faders vrede och övertalningsförsök. Så småningom konverterade även Abenner till kristendomen och överlämnade tronen till Josafat för att dra sig tillbaka i öknen och bli eremit. Även Josafat abdikerade senare och gick i avskildhet med sin gamle lärare Barlaam.

## Flera versioner
Legenden uppgavs i en grekisk version i det bysantinska riket på 600-talet, tillskriven Johannes av Damaskus, men var i själva verket en översättning av den georgiska munken Euthymius på 1000-talet.
Den grekiska versionen översattes till latin 1048 och blev känd i Västeuropa som Barlaam och Josafat.
Från en tysk version från 1230-talet uppkom den fornnorska Barlaamsagan.
Berättelsen är även känd på fornsvenska från ca 1440 och gavs ut av G. E. Klemming 1887.